# سولومون هيل (سياسي)
سولومون هيل هو سياسي كندي، ولد في 30 أغسطس 1756، وتوفي في 30 أغسطس 1807.